# Marcos Palmeira
Marcos Palmeira de Paula (né le 19 août 1963 à Rio de Janeiro) est un acteur de cinéma, de télévision et de théâtre brésilien, dont la carrière a véritablement commencé à la fin des années 1980. Il est le neveu de Chico Anysio et de Lupe Gigliotti.

## Filmographie
- 1995 : Carlota Joaquina, Princesa do Brazil de Carla Camurati 2009/2011 : Rédemption
- 2013 : Jusqu'au bout du monde de Gilles de Maistre (TV)
- 2015 : Babilônia
- 2020 : The Division (A Divisão) : Luís Henrique Benício